# Senegal en los Juegos Olímpicos de Vancouver 2010
Senegal estuvo representado en los Juegos Olímpicos de Vancouver 2010 por un deportista masculino que compitió en esquí alpino.
El portador de la bandera en la ceremonia de apertura fue el esquiador alpino Leyti Seck. El equipo olímpico senegalés no obtuvo ninguna medalla en estos Juegos.